# 침윤성소엽암종
침윤성소엽암종(Invasive lobular carcinoma, ILC)은 젖샘의 소엽에서 발생하는 유방암이다. 침윤성유방암의 5~10%를 차지한다. 이 암종의 희귀 사례가 남성에게서 진단되었다. (남성유방암 문서 참고)

## 예후
전체적으로 침윤성 소엽암종의 5년 생존율은 2003년에 약 85%였다.

## 진단
유방조영술에서 ILC는 주변 유방 조직과 유사하거나 낮은 밀도를 갖는 경계가 불분명한 침상 종괴를 보여준다. 이는 전체 시간의 44~65%에서만 발생한다. 주변 유방 조직의 구조적 왜곡은 10~34%의 사례에서만 나타난다. 유방조영술 사례의 8~16%에서 양성으로 보고될 수 있다.
초음파는 ILC를 감지하는 데 68~98%의 민감도를 가지고 있다. ILC는 저에코성 또는 이질적인 내부 에코, 불분명하거나 침상형 경계, 후방 음향 음영을 갖는 불규칙하거나 각진 종괴를 보여준다.
E-카데린의 손실은 소엽암종에서 흔히 발생하지만 다른 유방암에서도 나타난다.

## 치료
치료에는 수술과 보조 요법이 포함된다.